# Rhynchodoras castilloi
Rhynchodoras castilloi är en fiskart som beskrevs av Birindelli, Sabaj Pérez och Donald C.Taphorn 2007. Rhynchodoras castilloi ingår i släktet Rhynchodoras och familjen Doradidae. Inga underarter finns listade i Catalogue of Life.